# Bách thanh mào trắng phương nam
Bách thanh mào trắng phương nam (danh pháp hai phần: Eurocephalus anguitimens) là một loài chim thuộc Họ Bách thanh (Laniidae). Loài này được tìm thấy ở Angola, Botswana, Mozambique, Namibia, Nam Phi và Zimbabwe. Môi trường sống tự nhiên của nó là rừng khô và xa vẳn khô cận nhiệt đới hoặc nhiệt đới. Giống như loài có quan hệ gần bách thanh mào trắng phương bắc, loài này sống theo bầy đàn xã hội và liên hệ chặt chẽ với nhau. Thành viên của nhóm tham gia trong việc xây dựng một tổ đẻ trứng, thay phiên nhau nằm trên những quả trứng và hỗ trợ nuôi con.